# Girls' Town
Girls' Town é um filme de drama estadunidense de 1942 dirigido por Victor Halperin e estrelado por Edith Fellows, June Storey e Alice White.
A vencedora de um concurso de beleza do Meio-Oeste recebe um teste de tela em Hollywood e leva sua irmã junto, hospedando-se em uma pensão.

## Elenco
- Edith Fellows como Sue Norman
- June Storey como Myra Norman
- Kenneth Howell como Kenny Lane
- Alice White como Nicky
- Anna Q. Nilsson como Mãe Lorraine
- Warren Hymer como Joe
- Vince Barnett como Dimitri
- Paul Dubov como Lionel Fontaine
- Peggy Ryan como Penny
- Helene Stanley como Sally
- Helen McCloud como Prefeita
- Cara Williams como Ethel
- Charles Williams como Cofre